# سیارک ۱۵۵۱۴۲
سیارک ۱۵۵۱۴۲ (به انگلیسی: 155142 Tenagra، نامگذاری:2005UD4) صد و پنجاه و پنج هزار و صد و چهل و دومین سیارک کشف شده‌است که در ۲۶ اکتبر ۲۰۰۵ کشف شد.